# Ołyka (stacja kolejowa)
Ołyka (ukr. Олика; ros. Олыка) – stacja kolejowa w miejscowości Derno, w rejonie łuckim, w obwodzie wołyńskim, na Ukrainie. Leży na linii Zdołbunów – Kowel. 
Stacja powstała w XIX w. Jej nazwa została zaczerpnięta od pobliskiego miasta i siedziby Radziwiłłów Ołyki (obecnie osiedla typu miejskiego).